# Gothic & Lolita

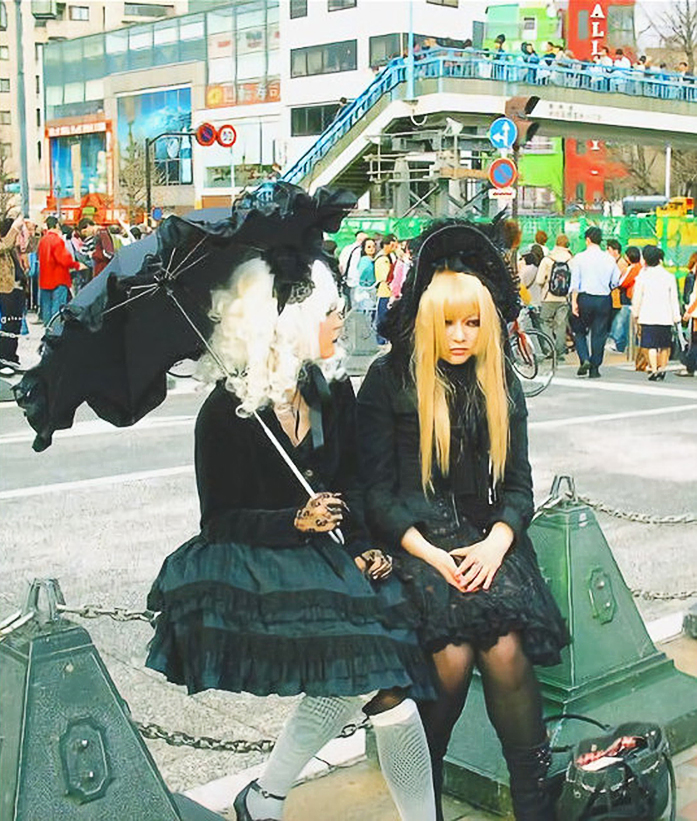
Две готических лолиты в Харадзюку

Готи́ческая лоли́та (англ. Gothic Lolita, первоначально англ. Gothic & Lolita — «Готика и Лолита») — стиль японской моды. Вокруг него также появилась своя субкультура. Готическая лолита также является частью visual kei.
Стиль Gothic & Lolita появился в рамках моды Лолиты и является её поджанром.

## Название
Более распространённым названием на латинице является Gothic & Lolita. Судзуки Марико говорила, что этот термин появился из-за «готических» элементов на их одежде. Она также рассказывала, что встретившись в Харадзюку с девушками «одетыми как куклы» в мае 1998 года, узнала, что они называют стиль «Gothic & Lolita».
Также равноправно могут употребляться такие термины, как: ГосуРори, гот и рори, готическая лолита, готика и лолита, мода готическая лолита и стиль готическая лолита
Также эта субкультура была названа готической во время одного инцидента в 2003 году.

## Обзор, общая характеристика и социальные аспекты

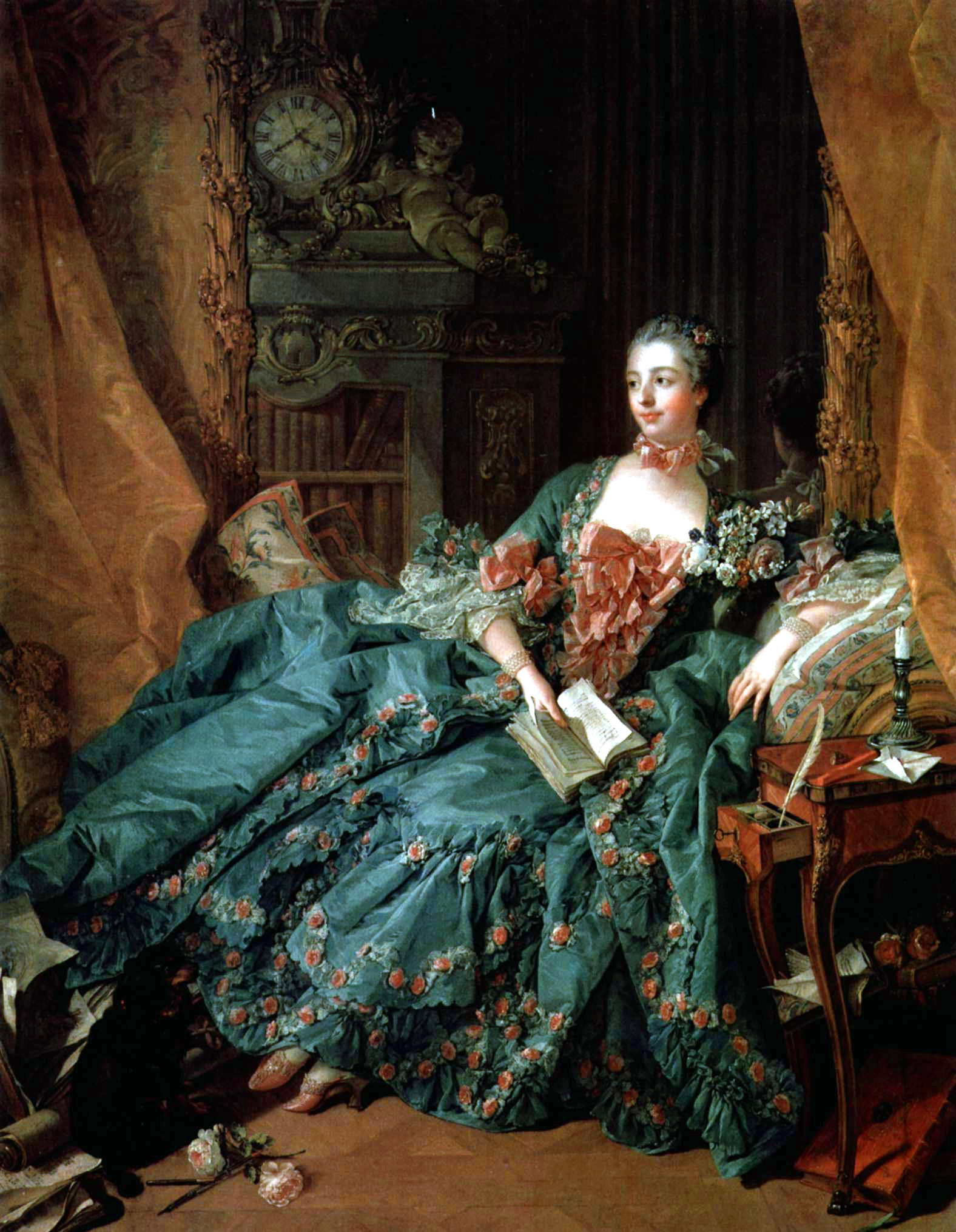
Маркиза де Помпадур. Платье эпохи Рококо

Прообразы будущей моды лолит можно увидеть ещё в моде эпохи Рококо, например в моде тогдашней Европы. Комбинируя элементы викторианской эпохи и рококо, Лолита также заимствовала западные традиции и элементы самой японской уличной моды. В то же время, мода лолиты имитирует типичные европейские образы в моде. Однако лолита превратилась в сугубо японское модное и культурное направление.
У направления есть некоторые проблемы, так у некоторых людей создаётся впечатление безвкусицы, вредности для здоровья, бегства от реальности, безобразности. Более того, существуют такие проблемы в приобретении костюмов стиля и их ношении, как духота, скованность, проблемы оплаты, дороговизна, нехватка товара и т. д.

### Внешние характеристики
Известная певица и модель в стиле готической лолиты так определила основные черты стиля:
Чёрные кружева, оборки, ленты, украшенные декоративные платья, юбки, ботинки на двойной подошве. Волосы длинные, идеальные причёски, вертикальный крен и головные уборы, украшенные лентами. Макияж может быть белым и чёрным.
Она также отметила, что основными цветами являются: чёрный, белый, красный, фиолетовый, розовый, голубой.

### Волосы и лицо

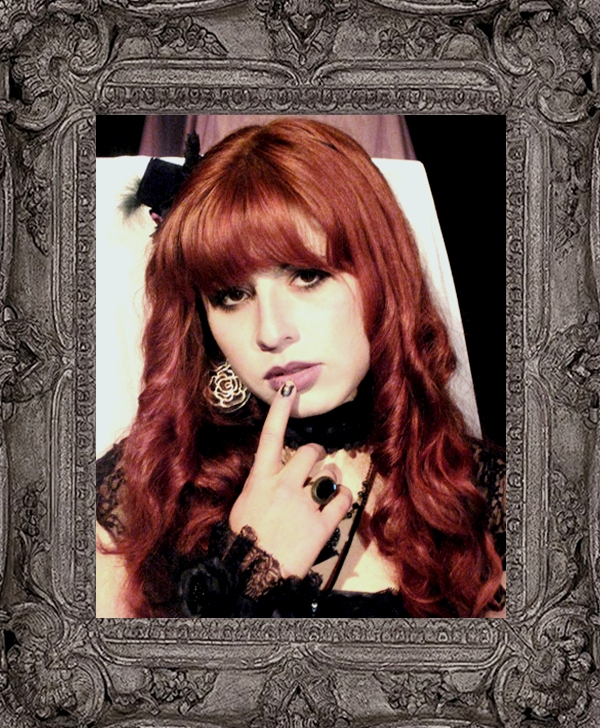
Пример внешности лолиты

Макияж готических лолит описывается как «мёртвая ведьма». Часто с помощью макияжа создаётся бледная, «болезненная» кожа, помада используется красного или чёрного цвета. Пример такого можно также заметить у visual kei музыкантов. При этом волосы могут (но редко) быть окрашенными в белый цвет. Всем этим лолита должна подчеркнуть «нереальность» и «необычность» образа, для этого очень важен макияж и дизайнерская одежда. Причёска часто может быть сложной. Поэтому иногда может использоваться парик из-за сложностей ухода за такими волосами.

### Мировоззрение
Готическая лолита имеет своё мироощущение. Так, модельер и музыкант Мана отмечает что это «не просто одежда, за этим есть ещё что-то другое». Романтика, французская эстетика, любовь к ужасам также проявляются в культуре готических лолит.
Основными желаниями готической лолиты отмечают желание следовать моде и выразить себя, а также влечение к «тёмной» тематике, тематике смерти. Однако также отмечалось, что готические лолиты часто испытывают отвращение к «обычным» людям, из-за того общество часто не может принять их внешний вид и менталитет.

### Возраст
Средней готической лолите от 20 до 30 лет. Большинство брендов как раз ориентируются на этот возраст. Однако для того, чтобы скрыть возраст и казаться моложе, этой моде могут следовать женщины намного старше.

## Влияние и тенденции

### Мода
Как упоминалось ранее, готическая лолита является слиянием готической моды и лолита-моды. Согласно Хираюки Хигути, готическая лолита состоит из:
- Элемент готической лолиты: бледный макияж, кожаные элементы одежды, готические аксессуары
- Готическая мода: обувь на высокой подошве
- Мода лолита: платья с большим количеством кружева и большим количеством оборок.

Готическая лолита определяется как пограничный стиль между готической модой и стилем Лолита.

#### Visual kei
Готическая Лолита также проявляется во внешнем облике групп, относящихся к visual kei. В свою очередь, группы второй волны visual kei, такие как Malice Mizer, повлияли на развитие этой субкультуры — внешний вид музыкантов способствовал популяризации этой моды среди поклонников подобных групп.
Впоследствии готическая лолита и Visual kei подвергались уже влиянию друг друга, и в журналах, посвящённых лолитам, часто можно увидеть обзоры Visual kei групп. Часто музыкантов Visual kei можно было увидеть в одежде лолит, например, в образах бывшего гитариста группы Aicle. Кэйты, бас-гитариста группы NoGoD или гитариста и вокалистки дет-метал-группы Blood Stain Child. Многие музыканты visual kei говорили, что интересуются этим модным направлением.

#### Лолита
«Лолита» — книга русского писателя Владимира Набокова популяризовала слово «лолита». Это имя является псевдонимом девушки по имени Долорес Гейз и стало нарицательным для молодой девушки, как следствие это слово «пристало» к готическим лолитам из-за их возраста.

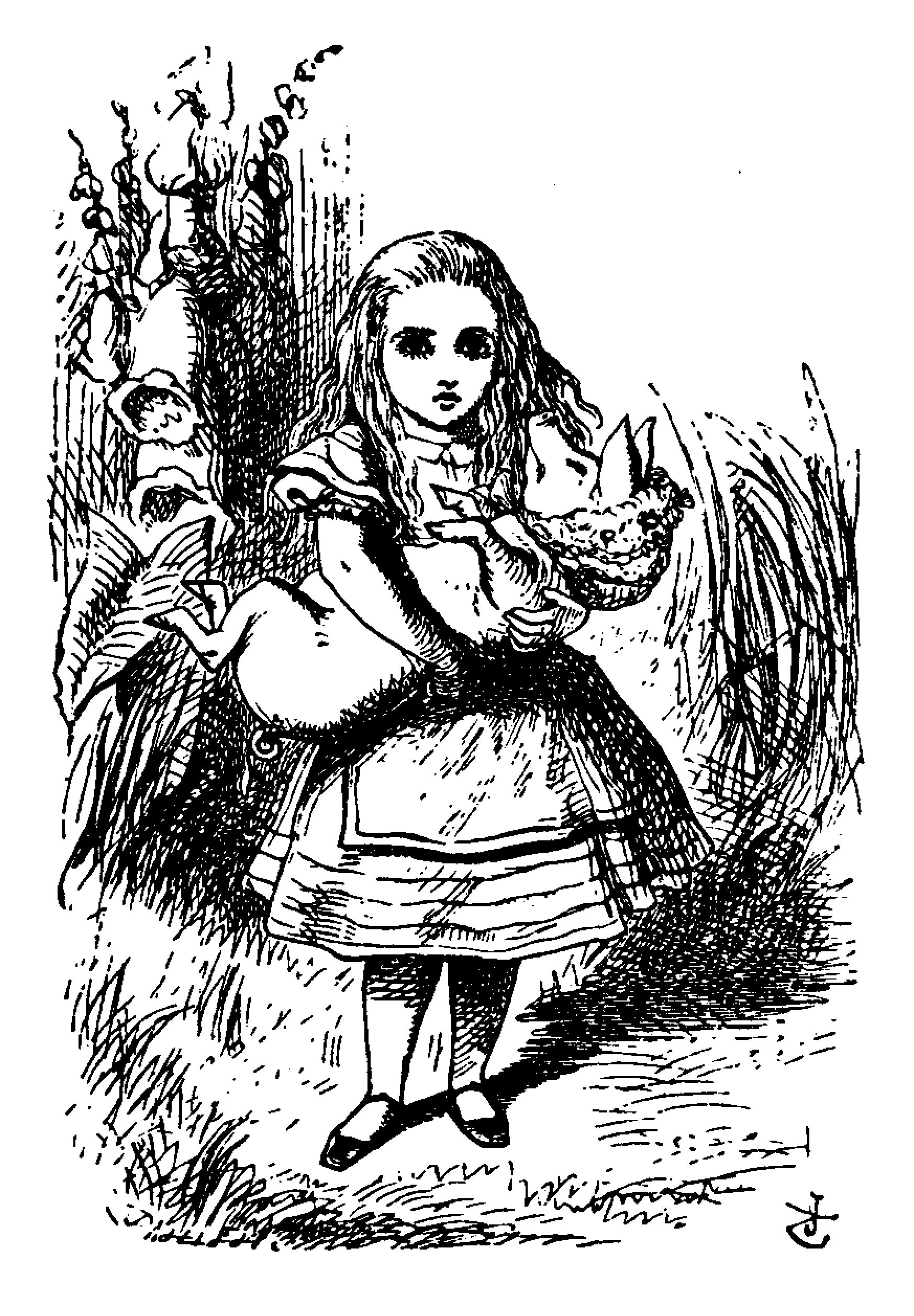
Алиса в Стране чудес

##### Элементы лолиты
Элементами лолиты называют следующие:
«Алиса, короны, ангелы, плюшевые медведи, Hello Kitty, панк, античность». Готическая лолита имеет свой собственный путь, и утверждают, что главное условие их жизни — это следовать собственным правилам, «если в вас есть дух Лолиты».

#### Панк-мода
Готической лолите как и панк-культуре свойственен мятежный дух и особые отношения со старшими. Кроме того, у таких пионеров панк-моды, как Вивьен Вествуд, также наблюдалось некоторое возвращение к традициям и романтике. Бренд Вивьен Вествуд широко популярен среди готических лолит, сумки, аксессуары и другие элементы панка могут адаптироваться под одежду лолиты.

#### Влияние на европейскую моду
По мнению многих японских модных журналов, в середине 2000-х западные бренды испытывали влияние готической лолиты.

## Готическая лолита и бренды
«Ассоциация Gothic & Lolita» собрала бренды, создающие «лолита одежду».

### Члены
12 августа 2001 года организованной «Ассоциацией Gothic & Lolita» были объявлены следующие бренды.
- Angelic Pretty[71][72]
- ATELIER BOZ[71]
- ATELIER-PIERROT[71][72]
- BABY, THE STARS SHINE BRIGHT[71][72]
- BLACK PEACE NOW[71][72]
- Classic Lolita[71][72]
- GOLD SEAL[71]
- Innocent World[71][72]
- Lapin d'or[72]
- Like an Edison[71][72]
- MAM[71][72]
- marionette[71]
- MASK[71]
- Metamorphose[71][72]
- Michiru Produce[71][72]
- MIHO MATSUDA[72]
- Na+H[71][72]
- OIONE SHIBUYA[71]
- OIONE SHINJUKU[71][72]
- PS COMPANY[72]
- PUTUMAYO[71][72]
- S・E・X[72]
- SUPPURATE SYSTEM[71][72]
- Victorian maiden[71][72]
- zazou planet[71][72]
- 三原ミツカズ[71][72]